# 雜交水稻

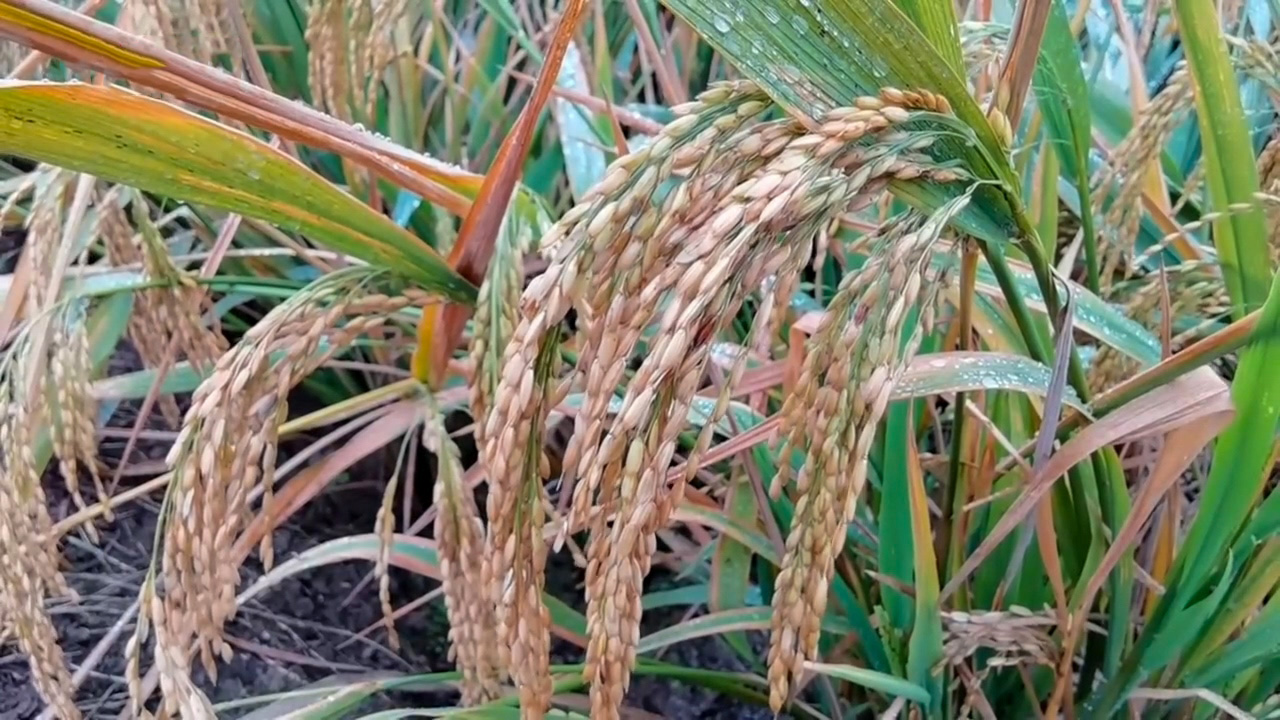
袁隆平主导研制的杂交水稻“叁优一号”

杂交水稻，是指父系、母系为不同品种的水稻，杂交水稻种的大量生产利用到某些水稻品种的雄性不育特性。雜交水稻是一種常規技術，是把兩個遺傳性不同，但是優良性狀，特性能夠互補的（品種）雜交，利用杂交优势在子代中获得亲代的特性。比如說，有一個穗子很大，但是籽粒很小但很多，另外一個品種，籽粒很大，這樣雜交起來，這個雜種就有優勢：又多又大。

## 历史
1917年日本学者发现了野生水稻雄性不育。美国农学家琼斯于1926年提出水稻具有杂种优势理论。第二次世界大战后，世界各国科学家进行了长期的努力，提出了多种基于雄性不育来实现大规模水稻杂交技术路线，著名的有欧内斯特·罗伯特·希尔斯的“三系法”技术路线设计、爱德华生（Edwardson,J.R.,1956）的“二系法”以及日本科学家新城長有的“三系法”育种方案。亨利·毕彻于1964年在国际稻米研究所（IRRI）使用台湾低腳烏尖（DGWG）水稻和印度尼西亚Peta水稻杂交，培育了新品种IR8，他因此获得1996年的世界粮食奖。1968年，新城长有经过多年努力提出了一系列诸如赶粉等等杂交水稻育种新方法，首次成功实现了基于“三系法”配套育种。但是无论是亨利·毕彻还是新城长友，其方案都无法进行大规模的推广，使得水稻杂交停留在实验室阶段，未能完成杂交水稻的产业化，少量杂交种仅仅用于进一步育种，成为一种新的纯种水稻种。
1958年大跃进中，中国就有农技人员与农民相结合，普遍开展了各种粮食作物的杂交育种试验。包括杂交玉米、杂交高粱，以及小麦、籼稻、粳稻、黑麦、大麦等雌雄同蕊、自花授粉的杂交试验。例如，中国农业科学院首任院长丁颖主持的杂交育种科研通过人工授粉手段；有的用化学去雄；云南发现温敏不育；湖北发现光敏不育；运用花粉单倍体育种等等。并得到共识：杂交水稻不增产是由于亲缘太近。
中国湖南的農學家袁隆平在栽培稻中研究雄性水稻不育并取得成果，其论文以《水稻的雄性不孕性》，发表在中国科学院《科学通报》第17卷第4期（1966年2月28日）。论文发表后，受到国家科委重视。1967年，由袁隆平、尹华奇、李必湖三人组成“水稻雄性不育科研小组”正式成立，全力寻找不育系。1970年，首先在湖南省随后推广到全国稻作区开展了由农技人员与农民社员相结合寻找不育系的群众运动。1970年11月23日上午，袁隆平的科研助手李必湖与海南岛南红农场技术员冯克珊在离农场不远的一片沼泽地里约0.3亩野生稻中成功地寻找到了一株野生的雄性不育株，并立即电话通知了在北京查资料的袁隆平，经研究鉴定后命名为“野败”，并被全国杂交水稻大协作组选中，全国动员培育以实现“三系”配套。1972年冬，江西省萍乡农业局的颜龙安采取遮光处理，首先从“野败”种子成功抽穗育成了“二九矮1号”不育系及同型保持系，并向全国提供不育系种子。全国水稻科研协作全力攻关“恢复系”，从国内与东南亚、非洲、欧洲等地的1000多个品种里筛选出100多个有恢复能力的品种，直到1973年广西农学院教师张先程在东南亚的水稻品种中找到第一个结实率在90%以上的强恢复系IR24。至此，籼型杂交水稻“三系”配套成功，突破了杂交水稻育种技术，完成了杂交水稻研究工作的最后一步，选配出强优势组合。1976年在洞庭湖区大力推广第一个得到大面积应用的杂交水稻品种——“南优2”。“全国籼型杂交水稻科研协作组”1981年荣获中国第一个国家发明特等奖，获奖人排名为：袁隆平、颜龙安、张先程、李必湖等。
与此同时，福建谢华安等培育了“汕优63”解决了第一代大面积推广的杂交稻不抗病（稻瘟病）问题，1986年成为全国杂交稻播种面积第一，并在此后16年连续稳居首位。四川省周开达等培育的冈型（原始品种出自非洲冈比亚）、D型杂交稻，在长江中上游及云贵川广泛种植，约占全国水稻种植面积的三分之一。辽宁杨守仁等培育北方粳稻超级稻。
国际稻米研究所（IRRI）也建立了杂交水稻研究部门，培育了许多适合东南亚潮湿炎热气候的杂交水稻种。亚洲各国、美国孟山都、RiceTec也有开发自己的杂交水稻。

## 产量

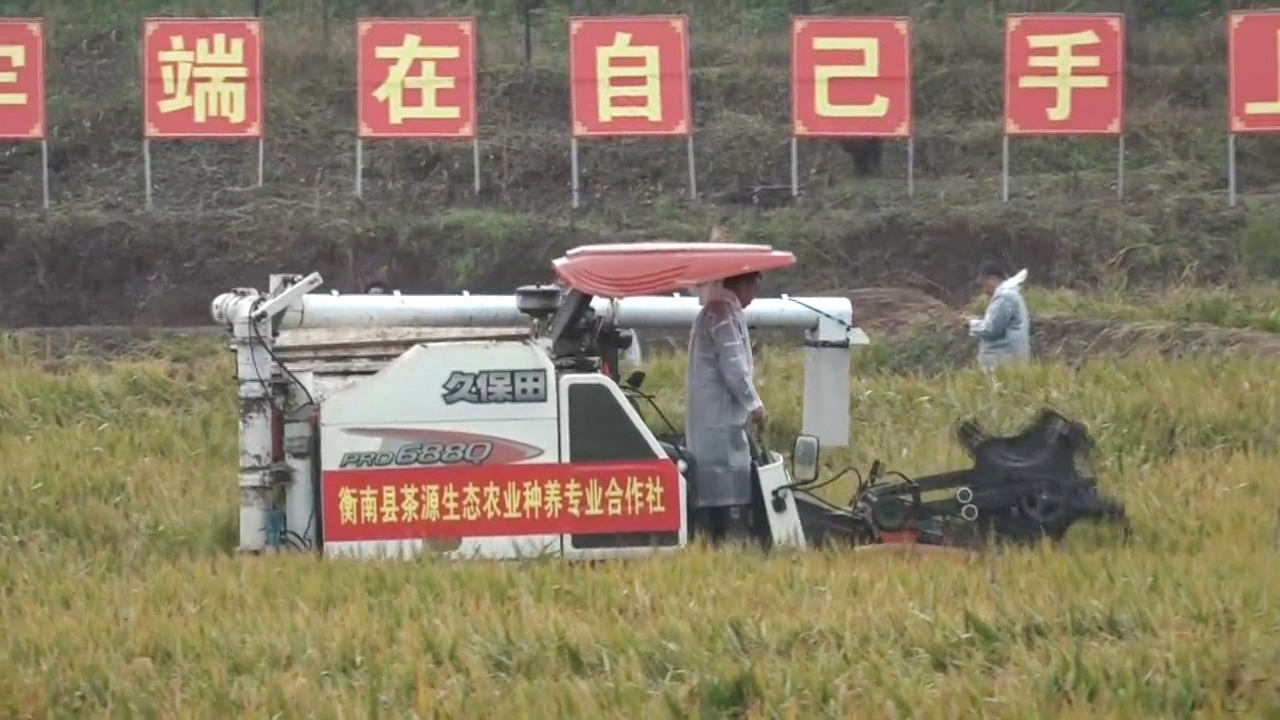
收割机在收获杂交水稻，摄于2020年11月

杂交水稻单位产量比普通水稻一般要高20%，但需要每年购买新种子，到2014年，中国杂交稻约1550万公顷，占中国稻谷种植面积的52%；印度约250万公顷，占6%；越南、印度尼西亚、孟加拉国各自约60万-70万公顷，菲律宾、巴基斯坦各自约20万公顷，缅甸10万公顷。
截止2016年，杂交水稻在中国已经累计占地80亿亩，生产6000亿公斤稻谷，并推广到东南亚、南亚、南美、北美的40多个国家和地区:3740，在美国的种植面积也超过51%:3745。然而，随着常规稻产量的提升，由于杂交水稻口感较常规稻差，种子价格高，杂交水稻的全中国播种面积在2019年跌至45%:7。

## 耐盐碱杂交水稻
耐盐碱杂交水稻，俗称“海水稻”。1986年，广东农业科学家陈日胜发现了一种可抵抗海水盐碱性的野生水稻，开始长期培育。海水稻天然抗虫、不需化肥，但收割困难、不抗倒伏。1987年至2015年，陈日胜一直独自进行“海稻”育种工作。陈日胜最早的育种基地是遂溪县虎头坡育种试验田。1987年在海边培育，仅普选稻种便用5年：1987年种植400株，选择出51株优良单株；1988年种植51个株系，入选15个株系，选择80株株高、熟期一致的单株。1991年，最终定型品系是“海稻86”。2014年11月收割最近一季稻谷时，陈日胜已经将海水稻从亩产100斤提高到300斤。2014年末，陈日胜因“发现”、培育海水稻而获得媒体大量报道。2015年陈日胜将“海稻86”的种子送到黑龙江省、吉林省、辽宁省、内蒙古自治区、河北省、河南省、山东省等全国16个省、自治区进行试验种植。
陈日胜的海水稻得到了袁隆平关注。2014年10月18日，国家杂交水稻中心副主任马国辉受袁隆平委派，到湛江海水稻发源地考察并申请海水稻项目国家立项。2017年5月7日，由青岛市人民政府、青岛市李沧区人民政府和袁隆平院士、国家杂交水稻工程技术研究中心共建的青岛海水稻研究发展中心揭牌，袁隆平任中心主任，该中心总部位于青岛市李沧区国际院士港，海水稻研发实验基地位于李沧区白泥地公园。袁隆平在2017东亚海洋合作平台黄岛论坛上发表《海洋科技与粮食安全》主题演讲，称将在3至5年内选育出在盐分浓度3-8‰海水灌溉种植条件下，产量300公斤/亩以上的耐盐碱水稻新品种，他还表示全球有盐碱地9.5亿公顷，其中亚洲3.2亿公顷占全球的1/3以上，中国有盐碱地1亿公顷，其中2.8亿亩可开发利用，其中2亿亩具备种植水稻潜力，如果试种和推广成功以后，按每亩产值200至300公斤计，可增产500亿公斤粮食，多养活约2亿人。2017年9月28日，由袁隆平挂帅的“海水稻”项目在青岛海水稻研究发展中心的试验基地以及金口镇海水稻稻作改良国家示范基地进行实地测产。2018年，海南南繁基地從上千份海水稻材料中選出176份優良品種，全國大範圍試種。

## 进展
2019年10月21日至22日，第三代杂交水稻首次试验在湖南省衡阳市衡南县青竹村进行。亩产1046.3公斤（每公顷约15吨）。该第三代杂交水稻技术是以基因工程不育雄性系为遗传工具，理论上可以让所有水稻找到“另一半” 适合它们并产生优秀的后代。

## 外部連結
- 国家杂交水稻工程技术研究中心/湖南杂交水稻研究中心 （页面存档备份，存于）